# Hermann Schmidt
Hermann Schmidt (Gera, 9 maart 1885 – Berlijn-Tempelhof, 5 oktober 1950) was een Duits componist, muziekpedagoog, dirigent en militair.

## Levensloop
Schmidt werd in 1903 lid van de Militaire muziekkapel van het Infanterie-Regiment Nr. 83 te Kassel. Hij studeerde aan de Hoge school voor muziek in Berlijn en behaalde het diploma als Musikmeister. Hij was dirigent bij verschillende militaire muziekkorpsen en kwam 1927 als Obermusikmeister en dirigent bij het Militaire muziekkorps van het 3e Infanterie-Regiment Nr. 10 naar Dresden. In 1929 werd hij Heeresmusikinspizient (vergelijkbaar met de Inspecteur van de militaire muziekkorpsen). In deze functie bleef hij tot 1945.
Naast goede bewerkingen van klassieke werken voor harmonieorkest, zoals Finlandia van Jean Sibelius, die ook tegenwoordig nog uitgevoerd worden, heeft hij voor dit medium gecomponeerd. 
In 1925 stelde hij de Heeresmarschsammlung voor het Duitse leger samen. Sinds 15 december 1933 was hij professor en vanaf 1 oktober 1938 was hij Obermusikinspizient van de Duitse landmacht. Alhoewel hij hoge posities binnen het Duitse leger bekleedde, was hij niet lid van de NSDAP.

## Composities

### Werken voor harmonieorkest
- 1930 Märsche und Signale der deutschen Wehrmacht
- 1939 Weichsel und Warthe, mars van de Duitsers in Polen - tekst: Heinrich Gutberlet
- Der Schutzgeist, mars
- Fantasie über vier Deutsche Lieder
- Musik zu einem Wintermärchen
- Nächtliche Heerschau
- Parademarsch der Kraftfahr-Kampftruppen

### Muziektheater

#### Balletten
- Robert und Bertrand, pantomimisch ballet
- Der Soldat aus Liebe, pantomimisch ballet in 2 bedrijven - libretto: Michael François Hoguet

## Publicaties
- Präsentier- und Parademarsch-Verzeichnis, Berlin: Parrhysius, 1930. 88 S.